# Сдерживающие действия

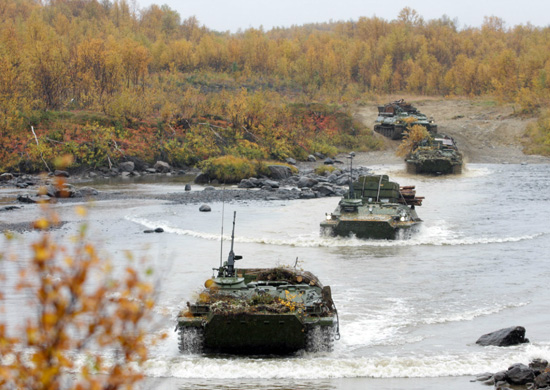
Мотострелковая бригада российской армии отрабатывают ведение оборонительных действий в Заполярье

Сдерживающие действия — военный термин иностранного происхождения, под которым понимается последовательность боестолкновений, проводимых с наступающим противником на заранее намеченных и эшелонированных по глубине промежуточных оборонительных рубежах (сдерживающих позициях) с целью выиграть время, нанести ему максимальный ущерб и создать благоприятные условия для стабилизации линии фронта и перехода к обороне или в наступление.
Сдерживающие действия предусмотрены боевыми уставами сухопутных войск США, Германии и ряда других государств.

## Общие положения
В армии США они рассматриваются как вид отступательных и в то же время — разновидность оборонительных действий. По уставу германской армии сдерживающие действия являются одним из трёх самостоятельных видов боевых действий и по своему значению располагаются после наступления и обороны.
Ведение сдерживающих действий считается прерогативой бронетанковых и механизированных (мотопехотных) соединений уровня бригады и выше, они рекомендуются при ведении мобильной обороны. В некоторых обстоятельствах (например — при ведении обороны в полосе обеспечения) не исключаются сдерживающие действия тактических групп (сдерживающих отрядов) на основе усиленных бронекавалерийских, танковых, мотопехотных или аэромобильных частей и подразделений. Как правило, такие обстоятельства возникают при неспособности обороняющейся стороны удержаться на сдерживающих позициях из-за чего приходиться отступать под прикрытием подвижных сил, задача которых — снизить темпы продвижения сил противника, а не удерживать свои позиции.
Рубежи и позиции для сдерживающих действий рекомендуется вписывать в конфигурацию естественных препятствий вдоль линии фронта на таком взаимном удалении, чтобы:
- войска имели возможность скрытно и организованно оттянуться на следующий промежуточный рубеж,
- противник был вынужден осуществлять весь комплекс мер по перемещению своих огневых средств (прежде всего — артиллерии) и по подготовке к новому боестолкновению.

При этом рекомендуется устраивать между промежуточными рубежами опорные пункты, перекрывать пути перемещения различными заграждениями и разрушениями в комбинации с огнём всех видов, наносить частые контратаки и отвлекающие удары, использовать тактику налётов и засад, которые значительно увеличивают эффективность сдерживающих действий в масштабе войсковых соединений. Боевая работа артиллерийских подразделений заключается в:
- воспрещении подхода и развёртывания сил противника,
- срыве его подготовительных мероприятий и атак,
- обеспечении поддержки контратак вторых эшелонов и резервов,
- прикрытии отхода своих сил на последующие рубежи.

Втягивание войск в статичные затяжные бои считается крайне нежелательным. Завершение сдерживающих действий может быть осуществлено либо выводом своих сил из боя, либо — закреплением их на заранее подготовленном оборонительном рубеже.
По представлениям западногерманских военных специалистов боевые действия на каждой сдерживающей позиции должны быть организованы так, чтобы противник принял её за основную линию обороны. При этом отход с этих позиций осуществляется в условиях плохой видимости или в тёмное время суток, под прикрытием огневых средств (артиллерии, авиации и т. п.) вплоть до задействования по наступающим группировкам врага ядерного оружия.